# Maria van Rensselaer
Maria van Rensselaer, född van Cortlandt 20 juli 1645 i Nieuw-Amsterdam, död 24 januari 1689, var en amerikansk affärsidkare. Hon var gift med Jeremias van Rensselaer, och direktör för hans företag och egendom Rensselaerswyck efter honom från 1674. Hon har kallats en av de första affärskvinnorna i Amerika.  